# فلزات سکه‌ای

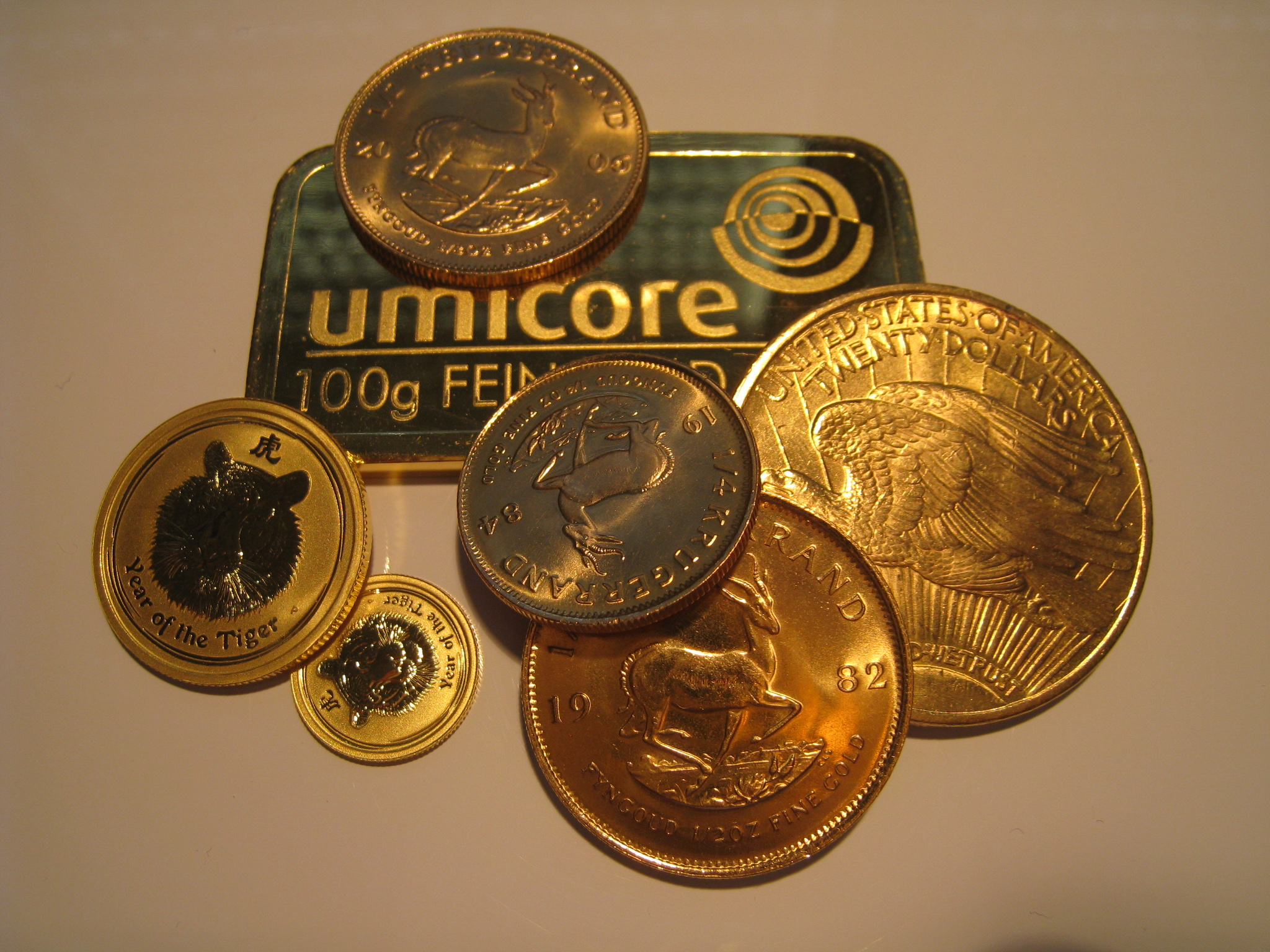
چند سکه ی فلزی

فلزات سکه‌ای یا فلزات مسکوک (coinage metals) به فلزات گروه ۱۱یا IB جدول تناوبی (از دسته عناصر واسطه) گفته می‌شود ک شامل عناصر مس(Cu) و نقره(Ag) و طلا(Au) می‌باشد. آرایش الکترونی لایه ظرفیت همه آن‌ها به d10 s1 ختم می‌شود. علت این نام‌گذاری آن است ک از این سه فلز در سکه‌زنی استفاده می‌شود. این نام‌گذاری در آیوپاک تأیید نشده است.